# Turan (país)

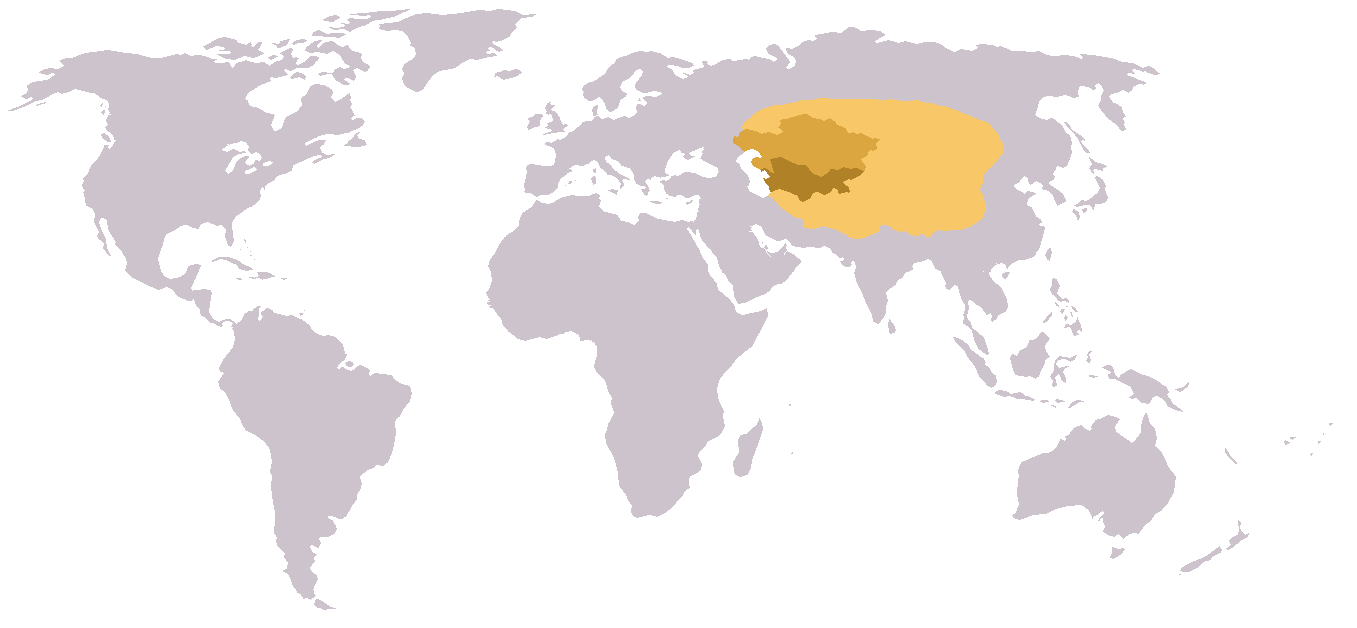
Localització del país Turan

Turan, en persa: توران Tourān, fou el nom donat a l'època medieval a un territori al nord de l'Iran i al nord del riu Oxus i als pobles nòmades del nord. Firdawsi cita el país i el situa al nord del riu Djayhun (Oxus) i suposa que el nom derivaria de Tur, germà del mític rei iranià Faridun, que va dividir el món entre els seus tres fills: Salm que va rebre l'oest o Rum; Tur que va rebre el nord o Turan, i el petit Iradj que va rebre el sud, Iran. Per Firdawsi turani (habitant de Turan) és sinònim de turc. Al Shahnama també es relaciona Tur i Turan. L'hostilitat entre Iran i Turan derivaria que Iradj fou mort pels seus dos germans i el net d'Iradj, Manushihr, va iniciar la venjança. Això seria un reflex de l'hostilitat entre el món nòmada de les estepes de l'Àsia central i el món sedentari de l'Iran.
Des del punt de vista ètnico-lingüístic el terme Turan designa el conjunt de pobles túrquics, englobant els uigurs del Xinjiang, els gagauzes de Moldàvia, i també els uzbecs i altres pobles túrquics incloent els turcs de Turquia.
Des del punt de vista geogràfic des de principi del segle xx el terme Turan s'ha utilitzat en els idiomes occidentals com a paraula general per designar Àsia central. D'acord amb això es parla de la depressió turaniana i la plana turaniana. En fitogeografia existeix la Regió irano-turaniana amb espècies vegetals que també arriben als Països Catalans.

## Avesta
En els himnes de l'Avesta, l'adjectiu Tūrya es lliga a molts enemics del zoroastrisme. Aparentment no hi ha diferència entre Tūrya (Turcs) i Aris (Iran) a l'Avesta, els dos són noms iranians i estan etimològicament lligats.
Els lingüistes deriven el nom de l'arrel indo-iraniana * tūra- "fort, ràpid". Alguns lingüistes sostenen que el mot Turc (Türk en turc) també deriva de la paraula Turya.

## Turandot
El nom d'aquesta heroïna significa "filla (dokht) de Turan", apareix en una llegenda medieval persa. Carlo Gozzi en va fer una obra teatral amb moltes adaptacions musicals i en la cèlebre òpera de Giacomo Puccini.